# Дарвинское стекло

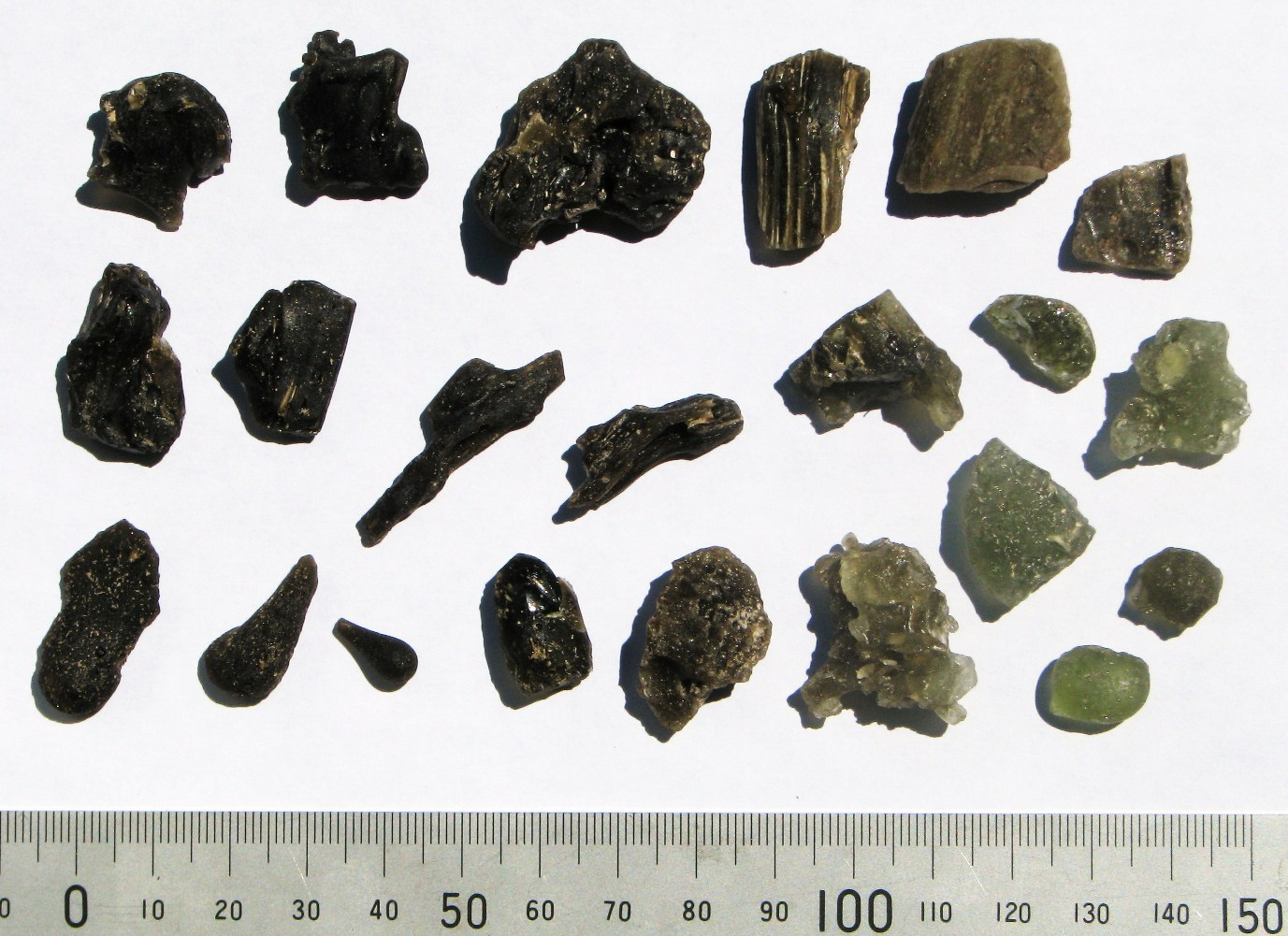
Образцы дарвинского стекла

Да́рвинское стекло́ (англ. Darwin glass) или куинстауни́т (англ. queenstownite), иногда: дарвиново стекло, варианты: куинстоунит, квинстаунит, а также, в ряде случаев, тасманит — одна из местных разновидностей тектита, природного метеоритного стекла-импактита, оплавленного в результате прохождения метеорита (астероида или кометы) через плотные слои атмосферы и последующего столкновения с землёй (взрыва).
Как и подавляющее большинство тектитов, куинстаунит или дарвинское стекло получило оба своих названия по тому району, где он был впервые обнаружен и где находится основной ареал его рассеивания: окрестности горы Дарвин (англ. Mount Darwin) и находящегося неподалёку от неё метеоритного кратера Дарвин (англ. Darwin Crater), к югу от города Куинстаун (англ. Queenstown) на юго-западном побережье острова Тасмания (Австралия). По географическому признаку оно относится к числу тектитов-тасманитов или, если говорить шире, австралитов (австралитов-индошинитов) вообще.
Дарвинское стекло чаще всего непрозрачное, коричневатое, тёмно-зеленое или грязно-зелёное, реже светло-зелёное, встречаются также белёсые и чёрные разновидности. По химическому составу квинстаунит (так же, как и ливийское стекло) выходит за условные границы, характерные для большинства региональных тектитов. Содержание кремнезёма (86—90 %) в нём значительно выше обычных пределов в 68—82 %, а содержание глинозёма, соответственно — ниже (около 6—8 %),:437 что определяется составом пород в месте падения метеорита. Возраст дарвинова стекла, измеренный методом датирования по 40Ar/39Ar, составляет 816±7 тысяч лет.

## Месторождение
Мелкие осколки и оплавленные фрагменты дарвиновского стекла рассыпаны по обширной территории около 410 км² вокруг предполагаемого ударного метеоритного кратера диаметром 1,2 км. Воронка кратера на сегодняшний день неглубока, она заполнена последующими осадочными породами, сплошь покрыта лесом пополам с кустарником и на местности выражена крайне нечётко, так что обнаружить её случайным образом было практически невероятно. Косвенным признаком для точного определения эпицентра и примерных границ кратера послужило именно дарвинское стекло, точнее говоря, характер его первоначального разброса и последующего распределения по окружающей местности. Как минерал, несомненно, тектитного происхождения, квинстаунит привлёк внимание исследователей к причине своего возникновения — вероятной катастрофе, произошедшей в плейстоценовый или доплейстоценовый период. В поисках возможного источника минерала эту доисторическую воронку в ближних окрестностях горы Дарвин обнаружил в 1972 году геолог Р. Дж. Форд и присвоил ему аналогичное название «кратер Дарвин».
Именно дарвинское стекло как минерал, несомненно, тектитного происхождения, стал важнейшим диагностическим объектом для определения происхождения, местоположения, характера и времени образования кратера Дарвина, а также гипотезы о доисторической метеоритной катастрофе.

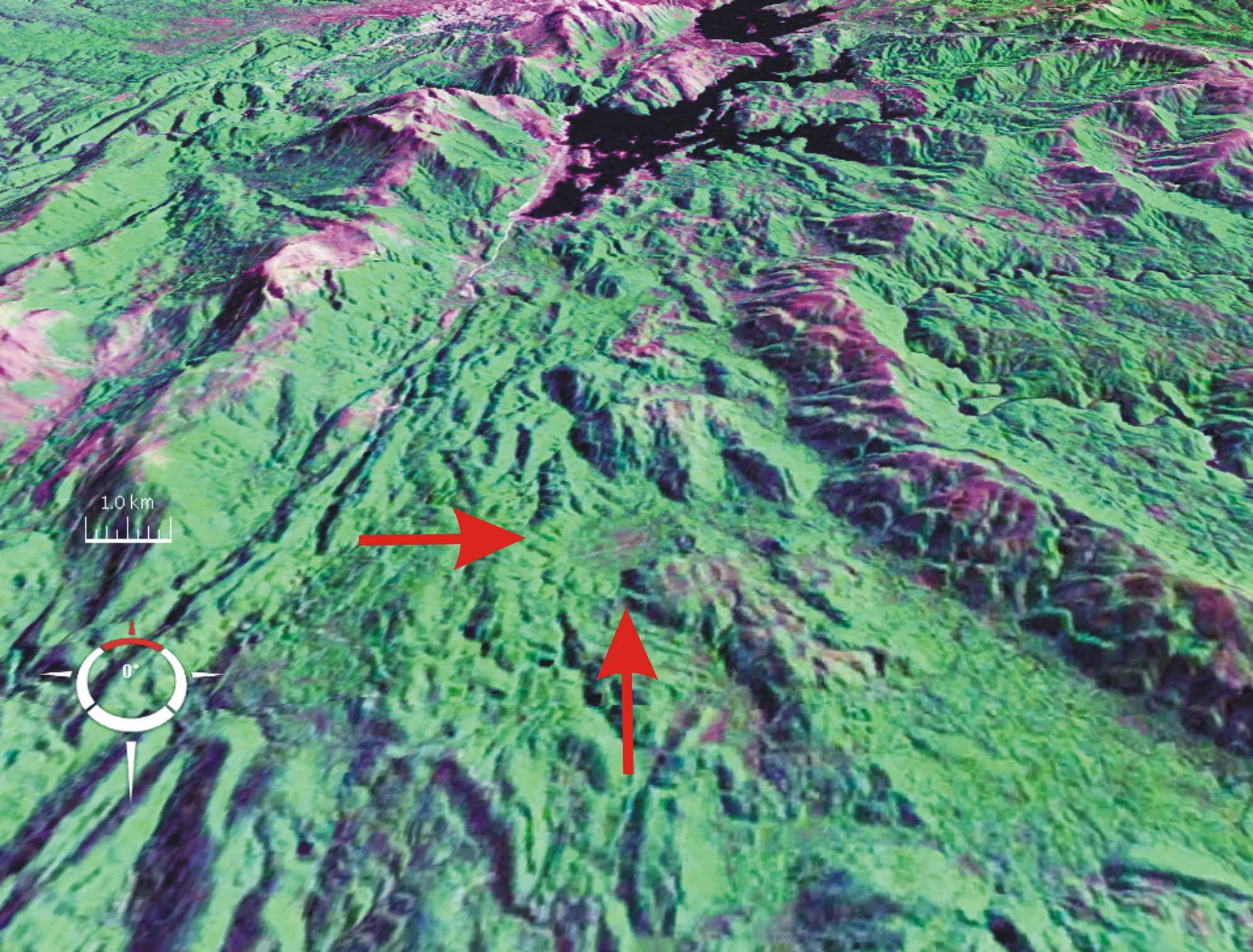
Кратер Дарвин, цифровая модель воронки,
наложенная на снимок НАСА

В результате удара (и взрыва) метеорита мелкие фрагменты дарвиновского стекла оказались разбросаны по площади около 410 км² по склонам горы Дарвин и прилегающему к ней нагорью на высоте 250—500 метров над уровнем моря. Стёкла находятся неглубоко под поверхностью почвы, местами присыпанные торфом, песком или перегноем и перемешанные с осколками кварцита. Как правило слой верхового торфа здесь не превышает 20 см, а основные кварциты залегают ниже, на глубине 30 см. При подъёме на высоту более 500 м, где коренные породы постоянно подвергается ветровой и водной эрозии, дарвинское стекло иногда можно найти выходящим прямо на поверхность. Напротив того, в долинах ниже 220 м над уровнем моря куинстауниты покрыты более толстым слоем растительности, торфа и других отложений.
При тестовых раскопах гравийных отложений содержание дарвинова стекла в полуметровом слое почвы колеблется в пределах от 0,3 до 47 кг/м³, а в среднем на всей территории разброса — около 15-20 кг/м³. Наибольшее содержание куинстаунита было обнаружено на расстоянии примерно в 2 километрах от внешних границ кратера. Таким образом, общее расчётное количество метеоритного стекла (составляющее примерно 25 тысяч тонн или 10 тысяч кубических метров), раскиданного по окрестностям, оказывается относительно велико по сравнению с небольшими размерами кратера, а также и образовавшего его гипотетического метеорита. При этой оценке следовало бы учитывать, что сохранению куинстаунитов способствовали кислые грунтовые воды, которые не растворяют (и даже консервируют) стекло, — хотя сам по себе этот факт никак не объясняет его изобилия. Вывод: количество дарвинского стекла в зоне катастрофы настолько велико, что позволяет предполагать его значительно более высокое содержание в исходном метеорите, чем при других аналогичных случаях.
Геофизические исследования и тестовое бурение в границах воронки (эпицентра взрыва) показали, что на глубину до 230 метров кратер заполнен полимиктовой брекчией, покрытой отложениями плейстоценового озера. Несмотря на то, что на данный момент не имеется непосредственных доказательств ударного происхождения кратера, гипотеза метеоритного взрыва полностью подтверждается разбросом дарвинского стекла относительно местоположения кратера, а также весьма чёткой стратиграфией и характером деформации материала, заполняющего кратер.
Куинстаунит очень редко можно встретить внутри границ метеоритного кратера Дарвин (буквально единичные случаи, отмеченные в литературе). Чаще всего образцы находят в зонах к северу, западу или югу от воронки (с восточной стороны находится естественная помеха: горный склон). Зона разброса частично захватывает залив Келли и нижний северо-восточный берег «гавани» Маккуори. На север она простирается почти до шоссе Лайелла и дамбы Кроти.
По всей видимости, дарвиново стекло (как и многие другие тектиты) представляет собой смешанный минерал, состоящий из местных осадочных пород и материнского материала большого метеорита. Результат расплава местных и «космических» пород, он возникал на разных стадиях процесса прохождения метеорита через плотные слои земной атмосферы, затем, его удара о землю, взрыва и последующего сплавления с местными субстратами, также содержавшими достаточное количество сырья для образования стекла.
Предполагаемый эпицентр и источник куинстаунита, кратер Дарвин представляет собой воронку в поперечнике около 1,2 километра. Для образования ударного кратера такого размера требуется метеорит диаметром от 20 до 50 метров, в результате его столкновения с Землёй выделяется энергия около 20 мегатонн в тротиловом эквиваленте.
Вследствие локального расположения на юго-западе острова Тасмания и особого, точно установленного источника рассеивания, дарвинское стекло обычно упоминают отдельно от других региональных тектитов. Тем не менее, его фатический ареал полностью вписывается в границы самого крупного на земле австралазийского поля тектитового разброса, простирающегося в форме S-образной дуги от острова Тасмания до Кратера Земли Уилкса в Антарктиде. Эта астроблема, крупнейшая на Земле, находится как раз в конечной точке Австрало-Тасманийской дуги, являющейся основным ареалом нахождения тектитов Южного полушария. С одной стороны, по своему местоположению дарвинское стекло входит в число австралитов вообще, представляя одну из разновидностей их южной формы — тасманитов. С другой стороны все перечисленные региональные тектиты включаются в общий класс индошинитов-австралитов, иногда упоминаемый под суммирующим названием австралазийские тектиты.

## История изучения и название

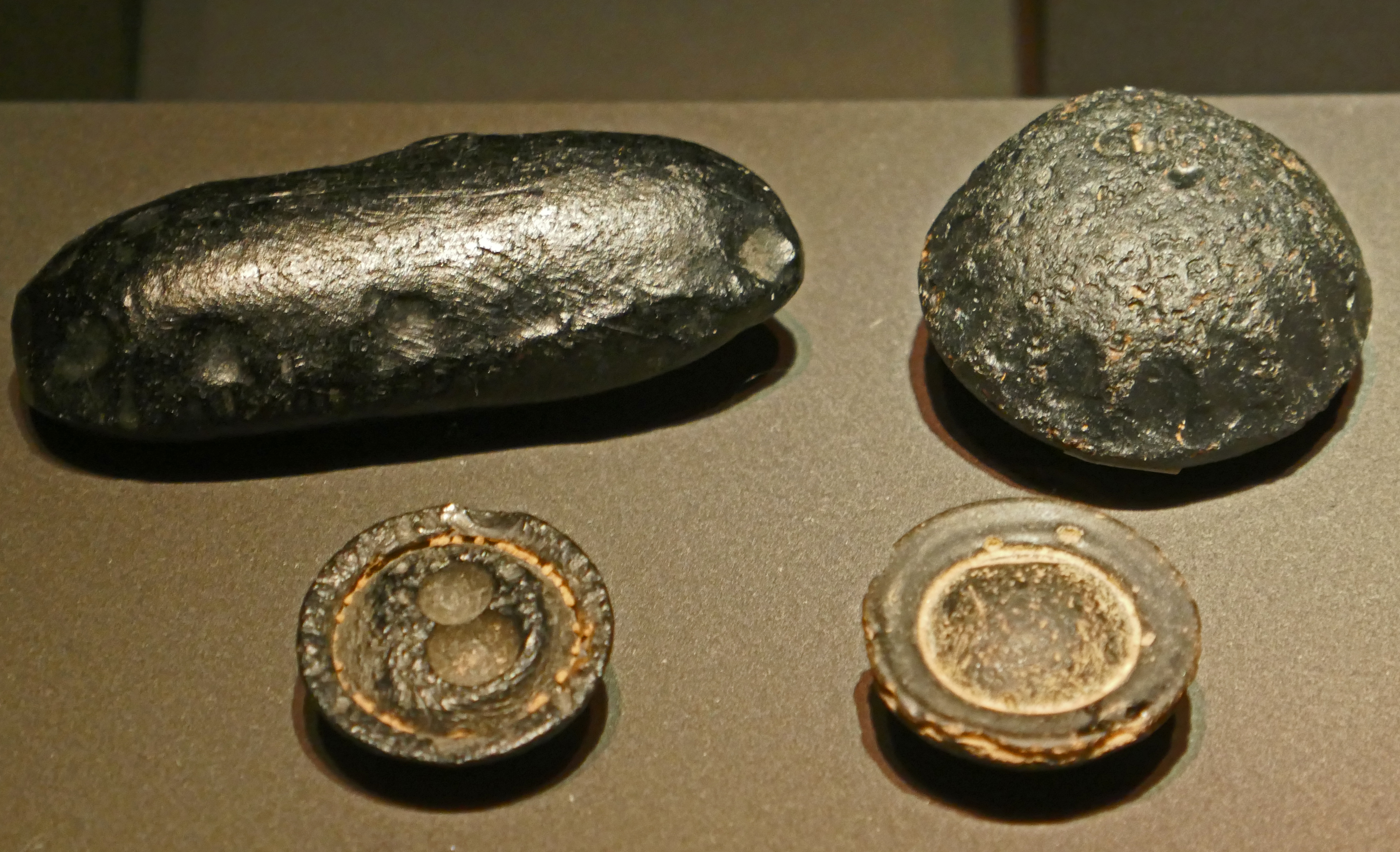
Типичные формы австралитов

Австралазийский тектитоносный пояс является крупнейшим на Земле как по площади рассеивания, так и по числу находимых образцов тектитов. Он имеет вытянутую S-образную форму и имеет общую площадь покрытия (включая морское и океаническое дно) примерно равную всей суше на Земле, почти 150 000 000 км2. Только на территории Австралии с прилежащим к ней островом Тасмания был собрано несколько миллионов частиц этих стёкол. Они были обнаружены и подняты даже со дна Индийского и Тихого океанов. На данным момент крайними установленными точками Австрало-Тасманийской тектитовой дуги являются, с одной стороны, кратер Земли Уилкса, а другой стороны — как раз остров Тасмания. Таким образом, тасманийские тектиты (или тасманиты) делятся на две обособленных группы, имеющих различное происхождение: местное, происходящее от кратера возле горы Дарвин; и общее австралазийское, представляя собой южную часть рассеивания австралитов.
Тасманийские аборигены во время охоты или обработки земли регулярно натыкались чёрные стекловидные предметы, в том числе, шаровидные или имеющие правильную дисковидную форму. Эти небольшие камешки при ударе давали острые осколки (аналогично обсидиану), что позволяло использовать их в хозяйстве как режущие инструменты. Между тем, самые привлекательные по форме образцы нередко становились священными предметами (фетишами), талисманами или оберегами. Вместе с тем, находки тектитов происходили не только в зоне рассеивания дарвинского стекла, на юго-западе Тасмании, но и повсюду, на всей территории острова. Прежде всего, причудливая форма и место обнаружения, как правило, позволяет отличить куинстауниты от австралитов-тасманитов, хотя на протяжении XIX и большей части XX века (до обнаружения кратера Дарвин) ещё не была проведена разделительная линия между тасманитами вообще и дарвинским стеклом в частности. Последнее обстоятельство и породило известную путаницу в научном употреблении названия «дарвинское стекло».
За условную начальную точку научного изучения тасманитов можно принять январь-февраль 1836 года, когда во время кругосветного путешествия на корабле «Бигль» Чарлз Дарвин оказался в Южной Австралии и на острове Тасмания. Именно тогда молодой английский учёный впервые взял в руки образцы тектитов. Впрочем, само по себе название тектиты возникло только спустя шесть десятков лет, в начале XX века.
В Австралии Дарвин провёл чуть более двух недель. Уже 5 февраля 1836 года «Бигль» прибыл в залив Сторм и более двух суток простоял в порту Хобарт (на юго-востоке острова). Во время своего краткого пребывания в Тасмании и Южной Австралии Дарвин частично приобрёл, а частично собрал небольшую коллекцию местных чёрных стёкол. Так что его с полным основанием можно считать «первооткрывателем» в мир науки не только тасманитов, но через них — и самого обширного поля рассеивания тектитов — австралазийского.

Когда «Бигль» бросил якорь у берегов Тасмании, Дарвин, отправившись в очередную экскурсию вглубь страны, неожиданно обнаружил на земле полые шары из чёрного стекла, немногим более грецкого ореха. Тщательно осмотрев, он принял их за вулканические бомбы. Однако никаких вулканов поблизости не было. Это подтвердили и специальные геологические маршруты. Осталось предположить, что шары занесли сюда кочующие туземцы. Дарвин сделал <соответствующую> запись в дневнике, но позднее к этому вопросу уже не возвратился.:12
Если судить по нескольким деталям описания, речь в дневнике Дарвина шла как раз о тасманитах, разновидности австралийского метеоритного стекла, но никак — не о куинстауните, который никогда не встречается в столь причудливых или мало-мальски упорядоченных формах («полые шары <...>, немногим более грецкого ореха»), но представляет собой угловатые, почти беспорядочные осколки или обломки. Кроме того, са́мое место швартовки корабля «Бигль» (залив Сторм) находится едва ли не в противоположной стороне острова Тасмания, далеко за пределами области рассеивания чёрных «дарвиновых стёкол». Таким образом, из краткого описания можно сделать однозначный вывод, что в качестве сувенира своего путешествия Дарвин собрал или получил — не дарвинское стекло, а тасманийские австралиты.
Чёрные стеклянные шары и пуговицы попали в руки Дарвину в начале 1836 г. И тогда, и по возвращении «Бигля» в Англию развернувшийся в восточной Европе научный спор о происхождении молдавитов, единственных известных на тот момент тектитов, носил сугубо местный характер, и Дарвину ничего не было известно о гипотезах чешских и немецких учёных. Скорее всего, по этой причине тасманийские находки не привлекли особого внимания молодого учёного.:12 Примерно в том же состоянии научная дискуссия находилась и двадцать лет спустя, в 1857 году, когда в руки Дарвину попало ещё несколько ярких образцов природного чёрного стекла (также тасманитов и австралитов) загадочной формы из коллекции Томаса Митчелла. Посчитав чёрные стёкла геологическим объектом, образовавшимся в недрах земли, Дарвин охарактеризовал их как некую разновидность «вулканических бомб», выкидываемых во время извержения из жерла вулканов. С лёгкой руки Дарвина до конца XIX века тасманиты часто называли «обсидиановыми бомбами» или «негритянскими пуговицами».
В 1857 году в собрание Чарльза Дарвина попало также несколько десятков образцов природного чёрного стекла причудливой формы из коллекции недавно умершего путешественника Томаса Митчелла. Однако, исходя из внешнего сходства исследуемых образцов с обсидианом, Дарвин повторно сделал тот же вывод, что попавшие в его руки объекты имеют вулканическое происхождение.
Между тем, к последней четверти XIX века научный и общественный вес личности Дарвина, а также авторитет его имени в научном сообществе далеко превосходил всех известных специалистов в области минералогии. Последствия подобного приоритета не замедлили сказаться на дальнейшей судьбе метеоритных стёкол. С одной стороны, собранные артефакты (австралийские, тасманийские, индонезийские и индокитайские) из коллекции Дарвина послужили не только прекрасной рекламой для привлечения внимания к научной проблеме <будущих> тектитов, но и материалом для дальнейшего изучения. С другой стороны, все «вулканические бомбы» из его коллекции, при всей неоднородности материала, со временем получили сокращённое название «дарвиновых стёкол», — без должного разграничения места сбора и атрибуции отдельных предметов. Таким образом, к началу XX века под суммирующим термином «дарвиново стекло» в Европе циркулировало неопределённое множество австралитов, тасманитов, а также, вероятно, биллитонитов, индошинитов, филиппинитов и яванитов... Короче говоря, произвольная смесь практически всех метеоритных стёкол, так или иначе, относящихся к зоне покрытия австралазийского тектитового поля. За исключением, собственно, самого́ дарвиновского стекла в современном смысле этого термина.
Важным этапом, систематизировавшим прежние данные и повысившим интерес научного сообщества к тектитам, стали работы австрийского геолога, профессора Эдуарда Зюсса. На основе изучения, прежде всего, чешских молдавитов, а также опираясь на обобщённые сведения о «дарвиновых стёклах», в 1900 году Зюсс выдвинул гипотезу о метеоритном происхождении природных стёкол. Результатом его исследований стал, прежде всего, сам термин тектиты. Основываясь исключительно на визуальных данных (без химического анализа), Зюсс пришёл к заключению, что они не связаны с окружающими геологическими породами и имеют космическое происхождение. Главным аргументом для такого вывода стало сравнение формы и структуры поверхности нескольких групп образцов различных минералов, в том числе, железистых метеоритных осколков.
С момента публикации работ Зюсса в течение последующих семи десятков лет наступил принципиально новый этап накопления и систематизации информации в исследовании тектитов из разных районов земного шара, когда прежде разрозненные знания о минеральных стёклах стали сводиться в единую общемировую картину. Важнейшим событием на этом пути стало обнаружение нескольких тысяч великолепных образцов тектитов (индошинитов) экспедицией французского минералога А. Лакруа в джунглях южного Лаоса (1929 г.), находка американских бедиаситов (1936), а также причисление к общему числу тектитов информации об известных ранее разновидностях (биллитонитах, ливитах и других региональных формах метеоритного стекла).

## Внешний вид

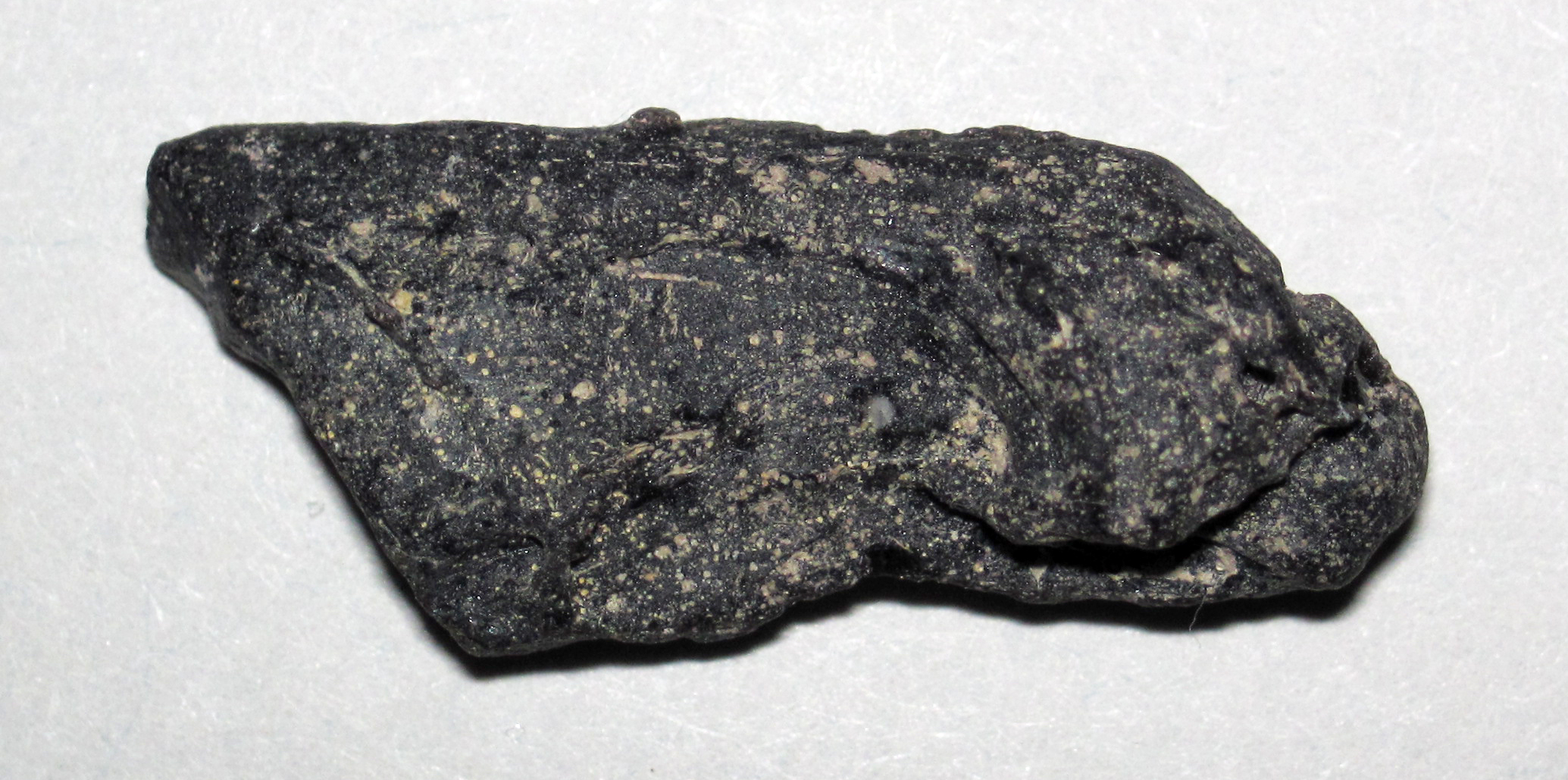
Образец дарвинского стекла

Дарвинское стекло чаще всего имеет невзрачный или грязноватый вид. В большинстве оно — полностью непрозрачное из-за большого числа включений, цвет имеет от светло-оливково-зелёного до тёмно-зеленого (или даже чёрно-зелёного), изредка встречаются также белые или почти чёрные образцы. Форма различная, преимущественно — асимметричная: каплевидная и грушевидная, округлая или уплощённая; обломки или оплавленные кусочки стекловидной массы чаще всего заметно витые или закрученные в результате вращения.:437 Образцы обычно очень небольшие, компактные (1—3 см), редкие фрагменты достигают длины в 10 см. Внутренняя структура и, отчасти, внешний вид минерала определяется спиральными линиями эллиптических пузырьков. Большинство образцов подразделяются на два основных типа: образцы первого типа обычно белые или светло-зелёные и содержат больше кремнезёма в смеси с окислами магния и железа; тогда как второй чаще чёрный и тёмно-зелёный, в его составе больше оксидов хрома, никеля и кобальта. Одна из версий различий в химическом составе состоит в том, что дарвиново стекло второго типа содержит больше расплавленного материала собственно из метеоритного вещества, а первый тип включает в себя местные осадочные породы, попавшие в зону удара.
Какого-либо ювелирного или поделочного применения дарвинское стекло не имеет (кроме чисто сувенирного, в качестве артефакта столь древней космической катастрофы), его декоративные и механические свойства невысоки, как и у большинства других тектитов, цвет грязный, прозрачность почти отсутствует, блеск в лучшем случае — стеклянный, а об игре света и вовсе говорить не приходится.
По аргон-аргоновому методу датировки возраст дарвинского стекла определён примерно в 816±7 тысяч лет — примерно в этом временном диапазоне и произошла метеоритная катастрофа возле горы Дарвин.

## Химический состав
Как и все тектиты, дарвинское стекло состоит в основном из диоксида кремния с относительно высоким содержанием оксида алюминия. Оно не содержит воды, а внутренние микрополости заполнены смесью углекислого газа, водорода, метана и других газов (часто, инертных). Именно метеоритный (катастрофический) характер происхождения минерала определяет обилие его местных вариаций и форм. Как уже сказано выше, дарвинское стекло по своему составу весьма ощутимо выходит за границы, характерные для большинства тектитов (содержание кремнезёма в которых считается нормальным в пределах 68—82 %). В отличие от большинства других метеоритных стёкол, куинстаунит содержит значительно больше кремнезёма (86—90 %), а содержание глинозёма в нём, соответственно — ниже (около 6—8 %).:437
Кроме того, в дарвинском стекле были обнаружены многочисленные углеродистые (органические) примеси и включения, в числе которых следует особо отметить целлюлозу, лигнин, алифатические полимеры и белковые остатки. По результатам анализов было установлено, что они представляют собой типичные биомаркеры живых объектов, оказавшихся в зоне метеоритного взрыва и являются репрезентативными для типовой флоры, существовавшей в местной экосистеме.
Плотность дарвинского стекла колеблется между 1,85 и 2,3. Эти параметры, напротив, ниже обычных для других тектитов.